# 제58항공수송단
대한민국 제58항공수송단 (Republic of Korea 58th Airlift Group, 大韓民國 第58航空輸送團, 상징명칭 : 다이만부대(Daiman Unit, Daiman 部隊))은 2004년 8월 31일부터 2008년 12월 19일까지 활동한 대한민국 공군의 항공수송단이었다. 다이만은 아랍어로 "항상 그대와 함께"를 뜻하며, 공군 대령으로 쿠웨이트에 전개하여 자이툰 부대에 군수 보급 및 병력을 공수하는 전투근무지원을 수행하였다.

## 역사
2004년 8월 창단하여 10월에 파병되었다. 2007년 3월 26일에 노무현 대통령이 방문하여 장병들을 격려하였다. 2004년 12월 노무현 대통령이 자이툰 부대를 방문했을 때 쿠웨이트에서부터의 호송을 담당하기도 하였다. 2008년 12월 19일, 자이툰 부대가 철수함에 따라 다이만 부대도 함께 철수하였다.
2008년 12월 19일, 다이만 부대(부대장 고석목 대령, 공사 31기, 49세)의 C-130 수송기 2대가 쿠웨이트를 출발해 연료 보급과 항공기 점검을 위해 인도, 태국, 필리핀 등 3개 중간 기착지를 경유, 총 6천여km를 비행한 끝에 김해공항으로 귀환했다. 자이툰 부대의 수송을 맡은 다이만 부대는 4년 3개월간 단 한 번의 사고가 없었다. 병력 약 4만 3천명과 군수물자 약 4,600 t을 수송했으며 지구 86바퀴에 해당하는 총 340만km를 비행했다.
자이툰 부대로 파병되는 전 병력은 공군 다이만 부대의 C-130으로 이동했는데, 군수물자 수송량인 4400t은 7년간 베트남 전쟁 때보다 2.5배, 2년간의 대테러전 보다 11배나 많은 화물량이다.
2009년 12월 14일, 제5공중기동비행단이 부산시 강서구 대저2동 부대내에서 이라크 자유 작전에 참전한 다이만 부대 장병들의 공적을 기리는 기념비 제막식을 가졌다. 다이만 부대가 사용한 2대의 C-130은 원래 김해국제공항의 제5공중기동비행단소속이다.

## 같이 보기
- 제5공중기동비행단
- 자이툰부대
- 이라크 전쟁